# 艾斯本技術
艾斯本技術有限公司（英語：Aspen Technology, Inc.），通稱AspenTech，是總部位於美國麻薩諸塞州米德爾塞克斯縣的一間程序工業軟體開發與服務供應商。艾斯本技術在全球6大洲、30個國家設有辦公室。

## 外部連結
- 官方网站